# 荣格原型

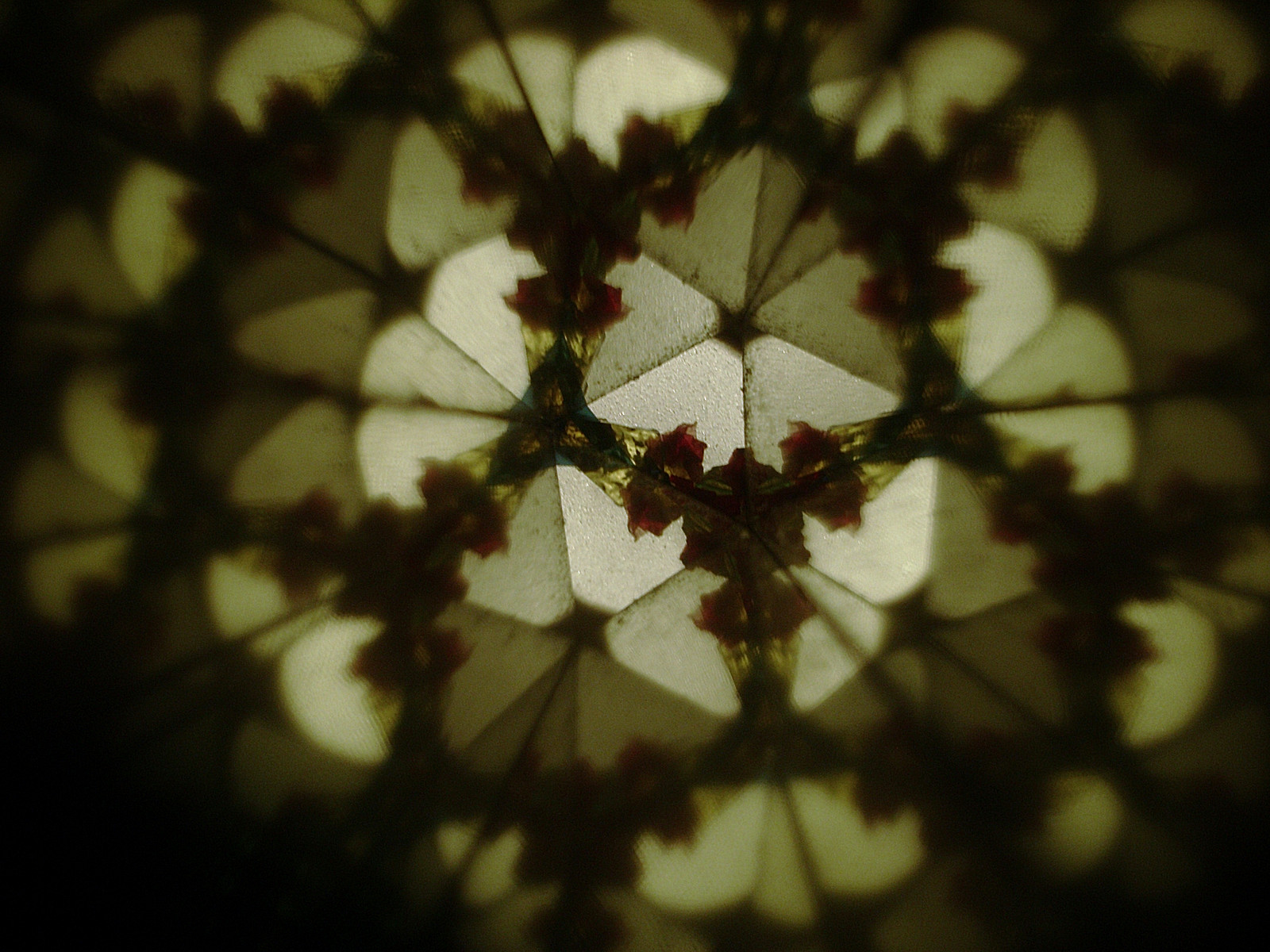
根据荣格的理论，原型是先于人类经验之物，其直接源于大脑的特殊结构，并引致了特定形式的思维与表达。

荣格原型（英語：Jungian archetypes）是瑞士心理学家卡尔·荣格提出的心理学概念，指代一种普遍的内在观念、思维模式或心理图像，由此展现出人类的集体潜意识。本能是原型在生理学上的对应。在人类不同文化的故事、神话、梦境中都可找到共通的主题或符号，这类共通元素的基础即是原型。原型的例子包括文化中母亲、孩子、诡计者、洪水等意象。
据荣格所言，原型是内在于个体的行为和思维模式，籍由相似的个体环境而作出表达。原型的实现程度影响个体的个性化程度，并塑造其身份认同。例如，当母亲的形象与孩子内心理想化的母亲形象契合时，便可唤醒孩子的内在期望并激发母亲的原型。上述原型被纳入孩子内心的潜意识，合并为一个“母亲情结”，其作为个人潜意识的一个功能单元，类似于原型在集体潜意识中所扮演的角色。
批评者指出，荣格的理论存在着形而上的本质主义问题。他的心理学观点，特别是关于灵魂的部分，被认为缺乏科学的支撑，而他的原型理论则被指责为过于模糊，难以进行系统性的研究。女权主义者指出，荣格的理论过于倾向还原主义，并认为他对男性和女性的观点充满了刻板印象。还有批评认为，荣格的原型只是对社会偏见的诠释和固化。然而，尽管面临这些批评，荣格的原型理论对文学和形而上学产生了深远影响。原型文学批评影响了后世诸多虚构作品，而且也有许多追求灵性的人将原型视为普世、跨文化形而上学真理的显现。不过，原型在精神病学领域尚未得到普遍认可。

## 延伸阅读
- Glinka, Lukasz Andrzej. . Cambridge: Cambridge International Science Publishing. 2014. ISBN 978-1-907343-59-9. OCLC 896613668.
- Stevens, Anthony, , Papadopoulos, Renos  (编), , 2006
- Jung, C. G., , Collected Works 7 2, London: Routledge, 19281966 [1917]
- Jung, C. G., , Collected Works 9 (1) 2, Princeton, NJ: Bollingen, 1934–19541981, ISBN 0-691-01833-2